# Vrbji kovaček
Vrbji kovaček ali vrbja listnica (znanstveno ime Phylloscopus collybita) je majhen in pogost ptič pevec iz družine penic, ki gnezdi v odprtih gozdovih zmernega dela Evrope in Azije. Je selivka, prezimuje v južni in zahodni Evropi, južni Aziji ter severni Afriki.
Po vrhu telesa je rjavkasto zelene barve, včasih z nekoliko svetlejšo trtico, po trebuhu, prsih in vratu pa je umazano bel z različno velikimi lisami bolj rumenkastega perja po prsih in vratu. Čez oči se vleče temnejša proga, nad njo pa je rahlo nakazana svetlejša nadočesna proga. Kljun je droben, temne barve in izdaja, da je vrsta žužkojeda. Od zelo podobnega severnega kovačka se loči po enakomerno temno obarvanih nogah in perutih, kjer, kadar so zložene ob telesu, primarna letalna peresa segajo le za okrog polovice dolžine terciarnih naprej proti repu. Zraste med 10 in 12 cm v dolžino.
Njegov klic je »huiit«, manj očitno sestavljen iz dveh zlogov kot pri severnemu kovačku. Ime »kovaček« sta oba dobila po petju, ki nekoliko spominja na zvoke iz kovačnice. Ločimo ju po tem, da ima vrbji kovaček ostrejše in glasnejše tone. Po petju je vrbji kovaček dobil tudi vrstno ime - collybita izhaja iz grške besede kollubistes, ki pomeni menjalničar, saj je opisovalca zvok spominjal na žvenketanje kovancev.

## Razširjenost
Gnezdi po vsej Evropi in Aziji do vzhodne Sibirija in severno do 70º severne zemljepisne širine, manjše izolirane populacije pa tudi v severozahodni Afriki, severni ter zahodni Turčiji in severozahodnem delu Irana. Je selivka, znana po tem, da je med zadnjimi ptiči, ki odletijo proti jugu in spomladi med prvimi, ki se vrnejo na gnezditveno območje.
Prezimuje večinoma v Sredozemlju, deloma pa tudi južno od Sahare v Afriki. Del populacije, ki gnezdi vzhodneje, prezimuje v južni Aziji do vzhoda Indije.